# Chiến dịch Büffel
Chiến dịch Con Trâu hay Cuộc hành quân Con Trâu (tiếng Đức: Büffel Bewegung) là một chiến dịch quân sự diễn ra trong Chiến tranh Xô-Đức, kéo dài từ ngày 1 đến ngày 22 tháng 3 năm 1943. Thực chất đây là tên gọi của các đợt rút quân của phát xít Đức khỏi "chỗ lồi" Rzhev, nhờ đó thu ngắn 230 cây số chiều dài mặt trận và giải phóng được 23 sư đoàn dùng cho các mặt trận khác - nhất là trong Chiến dịch Donets.